# Palacio del Cordón (Madrid)

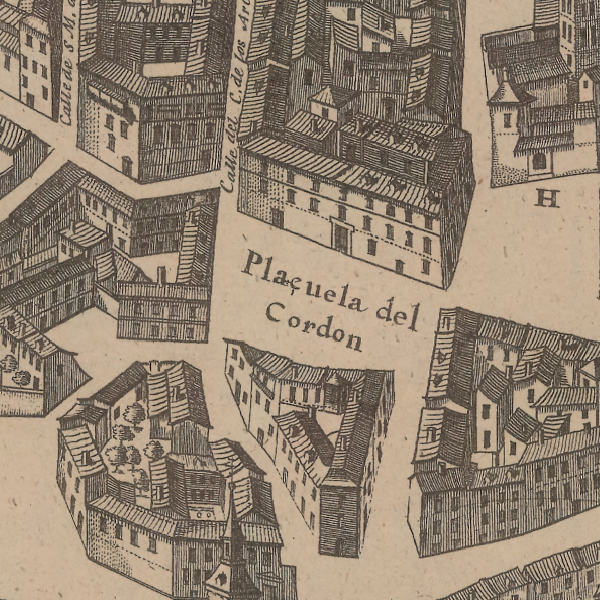
El plano de Teixeira de 1665 muestra la fachada principal del palacio del Cordón.

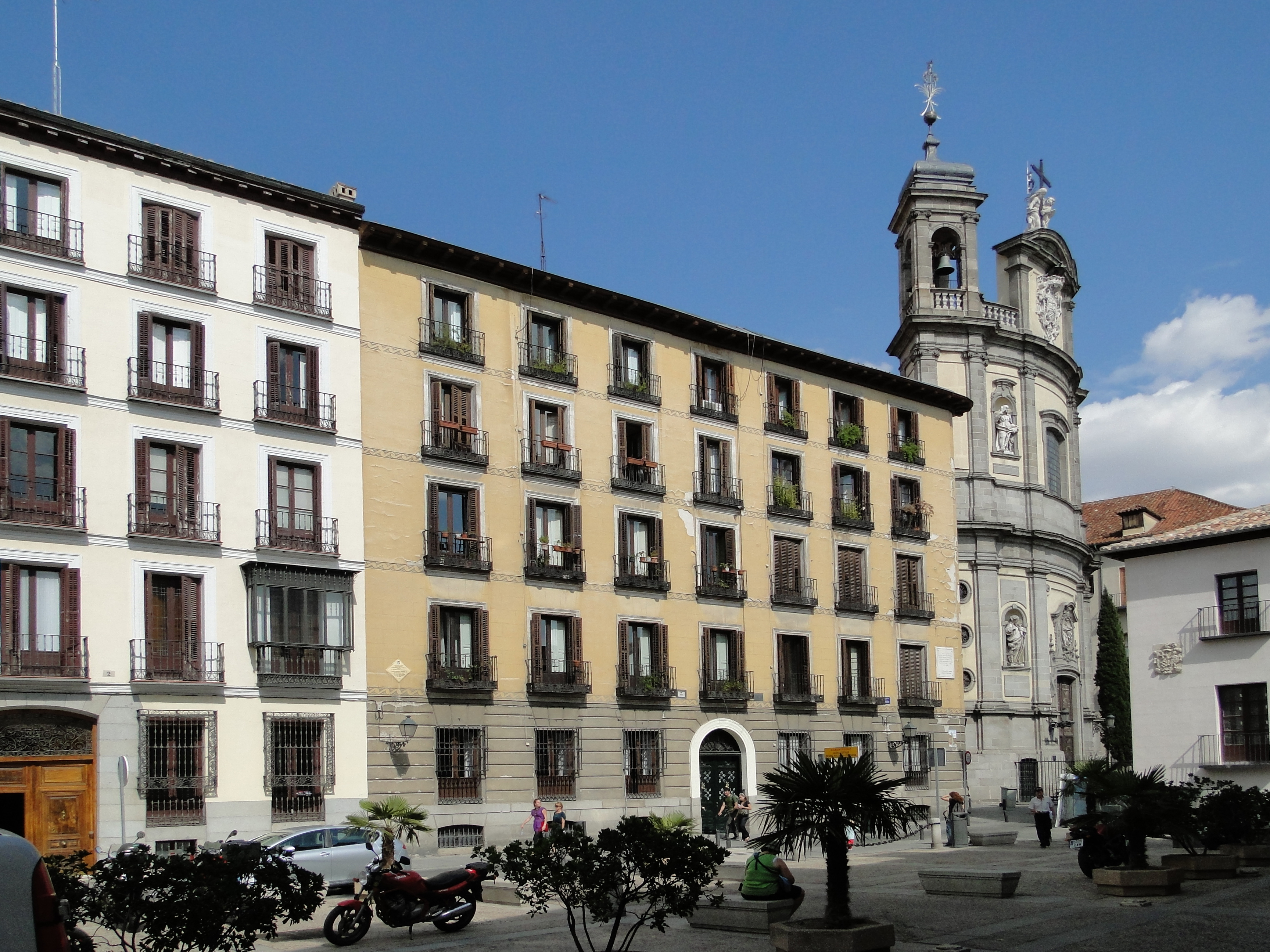
El palacio del Cordón fue derribado a finales del siglo, sobre el solar se construyeron las casas actuales, números 2 y 3 de la plaza.

El palacio del Cordón fue un edificio gótico-renacentista situado en la plaza del Cordón de la ciudad de Madrid de finales del siglo xv o principios del xvi, demolido mediado el siglo xix.

## Historia
El primitivo palacio del Cordón se levantó en la vía medieval que comunicaba dos puertas de la muralla de Madrid, la del Arco de Santa María (resto de la primitiva muralla musulmana) y la llamada Puerta Cerrada, en el trazado urbano que en el inicio del siglo xxi ocupan la calle del Sacramento y San Justo.
Del mismo modo que el edificio homónimo conservado en Zamora, se construyó junto a una iglesia, la cabecera de la antigua parroquia de San Justo, ya citada en el Fuero de 1202, pero que en 1739 sería convertida en la actual basílica de San Miguel. El palacio, que en el siglo xviii ocupaba el n.º 1 de la manzana 176, tenía anejo, por el otro costado el Convento de las Carboneras (ordenado en el catastro como Casa n.º 2 de dicha manzana). 
Quizá uno de los primeros edificios construidos en esta zona, en estilo gótico tardío, aparece representado en la plazuela del Cordón en el plano de Pedro Teixeira Albernaz (1656), y sucesivamente historiado por cronistas como Ramón de Mesonero Romanos, Carlos Cambronero e Hilario Peñasco de la Puente, Ángel Fernández de los Ríos, y Pedro de Répide. Mesonero explicaba en 1861 que la antigua Casa llamada del Cordón había sido «demolida hace pocos años por su estado ruinoso», a pesar de que «en su tiempo era suntuosa y estaba magníficamente decorada por la orgullosa esplendidez de aquel arrogante ministro».
Sobre el solar que ocupaba se construyeron las casas que llevan los números 2 y 3 de la plaza del Cordón, uno de ellos, el del n.º 1, se ha quedado con la denominación casa del Cordón por el dibujo tallado que adorna su fachada; si bien conviene aclarar que este fue construido en la segunda mitad del siglo xviii, mucho después de la primera Casa del Cordón madrileña.